# Hauffenia erythropomatia
Hauffenia erythropomatia is een slakkensoort uit de familie van de Hydrobiidae. De wetenschappelijke naam van de soort is voor het eerst geldig gepubliceerd in 1856 door Hauffen.